# Seymouriamorpha
Ordre
Les seymouriamorphes (Seymouriamorpha) forment un ordre éteint de tétrapodes primitifs qui partagent des caractères propres aux premiers amniotes et aux amphibiens.
À cause de son absence de ligne latérale et ses forts membres, le genre Seymouria de cet ordre a longtemps été considéré comme le plus ancien amniote et semblait être terrestre.
Actuellement, par d'autres caractères, comme l'absence d'os supraoccipital, nous savons que Seymouria et apparentés n'étaient pas des amniotes, mais des animaux dont les embryons croissaient dans l'eau tout comme les amphibiens modernes.

## Liste des familles
- famille Kotlassiidae
- famille Discosauriscidae
- famille Seymouriidae
  - genre Seymouria

## Sources
- « Des Tétrapodes aux Condors »